# Бликлинг-холл
Бликлинг-холл (англ. Blickling Hall) — норфолкский усадебный дом графов Бакингемширов из семейства Хобартов, возведённый при короле Якове I для родоначальника семейства, верховного судьи Хобарта. Считается, что здание проектировал тот же архитектор, что и Хэтфилд-хаус. Ранее, при Тюдорах, Бликлингским поместьем владели Болейны.
Бликлинг-холл славится своей старинной библиотекой и образцовым садом, об улучшении которого радели многие поколения владельцев усадьбы. Среди садовников, привлекавшихся к обустройству территории, был известный Хамфри Рептон. Во время битвы за Англию Бликлинг-хаус, как и многие другие загородные поместья, был реквизирован у владельцев и использовался для нужд государства. В настоящее время им управляет Национальный трест.
Туристам, посещающим Бликлинг-холл, рассказывают о том, что каждую годовщину казни Анны Болейн здесь видят её обезглавленный призрак. Поверье о том, что несчастная королева родилась именно в Бликлинге, не имеет под собой оснований. Её отец, Томас Болейн, уехал из Бликлинга незадолго до её рождения.
|  |  |  |  |  |
|  |  |  |  |  |